# Jose Juan Verocay

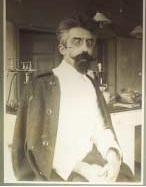
Jose Juan Verocay

José Juan Verocay (ur. 16 czerwca 1876 w Paysandú, zm. 26 grudnia 1927 w Montevideo) – urugwajski lekarz patolog.
Jego matka była Włoszką, a ojciec Austriakiem. Studiował historię w Trydencie, a potem medycynę na Uniwersytecie Karola w Pradze, gdzie jego nauczycielami byli Hans von Chiari, Kretz, Kohn i Ghon; jeszcze jako student pracował jako asystent w Instytucie Histologicznym Kohna i jako demonstrator w Instytucie Patologicznym u Chiariego. W 1904 roku otrzymał tytuł doktora medycyny i pracował jako asystent w Instytucie Patologicznym. W 1910 roku został Privatdozentem, w 1919 roku, już w Montevideo, profesorem zwyczajnym. Zmarł 26 grudnia 1927 roku.
W 1910 roku badając histologię nerwiaków opisał tzw. ciałka Verocaya.
W uznaniu jego zasług, w 1998 roku urugwajska poczta wypuściła honorujący go znaczek.

## Wybrane prace
- Beseitigung der Formolniederschläge aus mikroskopischen Schnitten. Centralbl. f . allg. Path. u. path. Anat. Jena, 19(19), ss. 769-74 (1908)
- Multiple Geschwülste als Systemerkrankung am nervösen Apparate. Festchr.f.H.Chiari ss. 378-415 Wien-Leipzig (1908)
- Ueber ein neues Verfahren zur Färbung des Bindegewebes. Verh. Ges. Natura.u. Aerzte, 80. Vers. Köln 11, 2 ss. 52-5 (1908)
- Zur Kenntnis der Neurofibrome. Beith.z.path.Anat.u.z.allg.Path. 156, ss. 1-68 (1910)